# Missing pages
『missing pages』（ミッシング・ページ）は、CHAGEのショート・フィルム。
2005年9月10日に愛・地球博の「Short Shorts Film Festival EXPO 2005」メイン・フェスティバルにて特別招待作品として上映された。

## 映像作品
『missing pages』（ミッシング・ページ）は、CHAGEの映像作品。2005年12月7日にDVDで発売された。

### 概要
本作はショートフィルム本編に加え、予告編やコメンタリーなどの特典映像を収録している。

### リリース
その後、2018年5月1日にiTunes Storeにて本編が配信された。

### 収録内容
1. 『missing pages』本編

#### 特典映像
1. 予告編 (15秒)
2. 予告編 (30秒)
3. コメンタリー (CHAGE、長谷川初範が語る制作エピソードと裏話)